# 有機反応

有機反応の一つ。クライゼン転位。

有機反応（ゆうきはんのう、英：Organic reaction）は、有機化合物が関わる化学反応である。典型的な有機反応には、付加反応、脱離反応、置換反応、ペリ環状反応、転位反応、そして有機酸化還元反応がある。有機合成において、有機反応は新規の有機分子の創出に使われている。薬品、プラスチック、食品添加物、そして合成繊維などの多くの人工化合物は有機反応に依存している。
最も古い有機反応は有機燃料の燃焼と、セッケンを作るための脂肪の鹸化である。現代の有機化学は1828年に発見されたヴェーラー合成に始まる。グリニャール反応（1912年）、ディールス・アルダー反応（1950年）、ウィッティヒ反応（1979年）そしてオレフィンメタセシス（2005年）の有機反応の発明にはノーベル化学賞が与えられている。

## 反応機構
有機反応はいくつかの基本的なタイプに整理することができる。いくつかの反応は1つ以上のカテゴリに合致する。例えば、いくつかの置換反応は付加-脱離反応経路の下である。この概説はすべての有機反応ではなく、基礎的な反応をカバーすることを意図している。
- 付加反応はハロゲン化、ハロゲン化水素化、水和反応などを含む。

1. 求電子付加反応
2. 求核付加反応
3. ラジカル付加

- 脱離反応は脱水反応、E1、E2、そしてE1cBの反応機構がある。
- 置換反応

1. 求核置換反応にはSN1反応、SN2反応、SNi反応の反応機構がある。
2. 芳香族求核置換反応(NAS)
3. 求核アシル置換反応
4. 求電子置換反応(ES)
5. 芳香族求電子置換反応(EAS)
6. ラジカル置換反応(RS)

- 有機酸化還元反応は有機化学に特有な酸化還元反応である。
- 転位反応

1. 1,2-転位反応
2. ペリ環状反応
3. メタセシス反応

縮合反応では、2個の反応物質が縮合するとき、小さな分子（通常は水）が分離する。これとは逆の水が消費される反応は加水分解と呼ばれる。多くの重合反応は有機反応に由来する。これらの反応は付加重合と逐次重合反応から誘導される。